# Republik Nowgorod

Siegel

Die Nowgoroder Republik (russisch Новгородская республика, deutsch veraltet Republik Navgard/Naugard) war ein einflussreicher russischer Staat des Mittelalters mit Zentrum in Nowgorod (heute Weliki Nowgorod). Sie existierte zwischen dem 12. und dem 15. Jahrhundert und erstreckte sich von der Ostsee bis zum Uralgebirge.

## Anfänge und Grundlagen der Unabhängigkeit

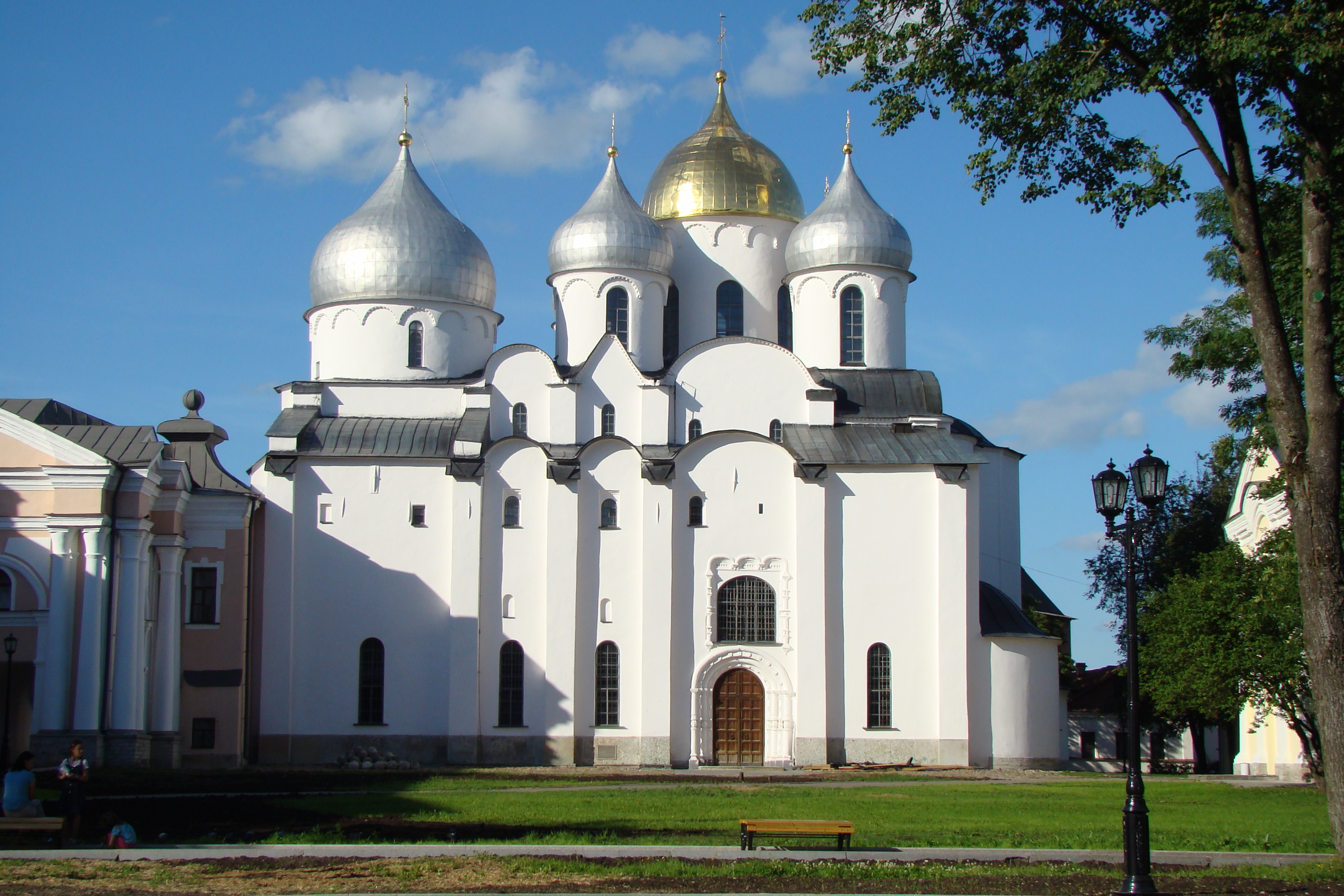
Die Sophienkathedrale von Nowgorod

Das Nowgoroder Russland bzw. die Nowgoroder Rus entwickelte sich aus dem Siedlungsgebiet der dort lebenden Slawen (Ilmenslawen und Kriwitschen) und finnischen Stämme sowie der handelnden und der dort lebenden Skandinavier. Nowgorod, das sie „Holmgard“ nannten, war neben Kiew eines der beiden wichtigsten Zentren der frühen Rus. In Nowgorod begann die Herrschaft Ruriks, dessen Nachfolger aus der neuen Hauptstadt Kiew regierten. Immer wieder war es die Streitmacht Nowgorods, die den Anwärtern auf den Fürstenthron in Kiew zur Macht verhalf, so z. B. bei Oleg dem Propheten, Wladimir dem Großen und Jaroslaw dem Weisen. Die ersten Bestrebungen Nowgorods, sich von der Kiewer Rus abzuspalten, zeigten sich bereits im 11. Jahrhundert. Träger dieser Bestrebungen waren die Nowgoroder Bojaren, unterstützt von der städtischen Bevölkerung, die Abgaben an Kiew bezahlen und Soldaten für dessen Feldzüge stellen musste. Seit dem frühen 12. Jahrhundert wählten die Nowgoroder wechselnde Fürsten zu Regenten, ohne die Großfürsten von Kiew zu konsultieren. Im Jahr 1136 erreichten die Bojaren und führenden Kaufleute die politische Unabhängigkeit Nowgorods. Städte wie Staraja Russa, Staraja Ladoga, Torschok und Oreschek, in denen mächtige Statthalter, Posadniks, herrschten, wurden zu Vasallen und hatten den Status von Nowgoroder Vorstädten. Auch Pskow war zunächst Teil der Nowgoroder Republik, begann sich aber Mitte des 13. Jahrhunderts aus der politischen Abhängigkeit zu lösen. Formell wurde die Unabhängigkeit der Republik Pskow jedoch erst 1348 im Vertrag von Bolotowo anerkannt.
Bis zum 15. Jahrhundert expandierte Groß-Nowgorod nach Osten und Nordosten. Die Nowgoroder erforschten Gebiete um den Onegasee, entlang der Nördlichen Dwina und der Küste des Weißen Meeres (siehe Pomoren). Im frühen 14. Jahrhundert erforschten sie das Nordpolarmeer, die Barentssee, die Karasee und den westsibirischen Strom Ob. Die ugrischen Stämme, die den nördlichen Ural bewohnten, mussten Tributzahlungen leisten (siehe Jugorien). Die Gebiete nördlich der Stadt waren reich an Pelztieren, Meeresfauna, Salz und anderen Ressourcen. Diese waren von großer ökonomischer Bedeutung, da sie die Grundlage für den Handel der Nowgoroder Republik bildeten.

## Politische Organisation

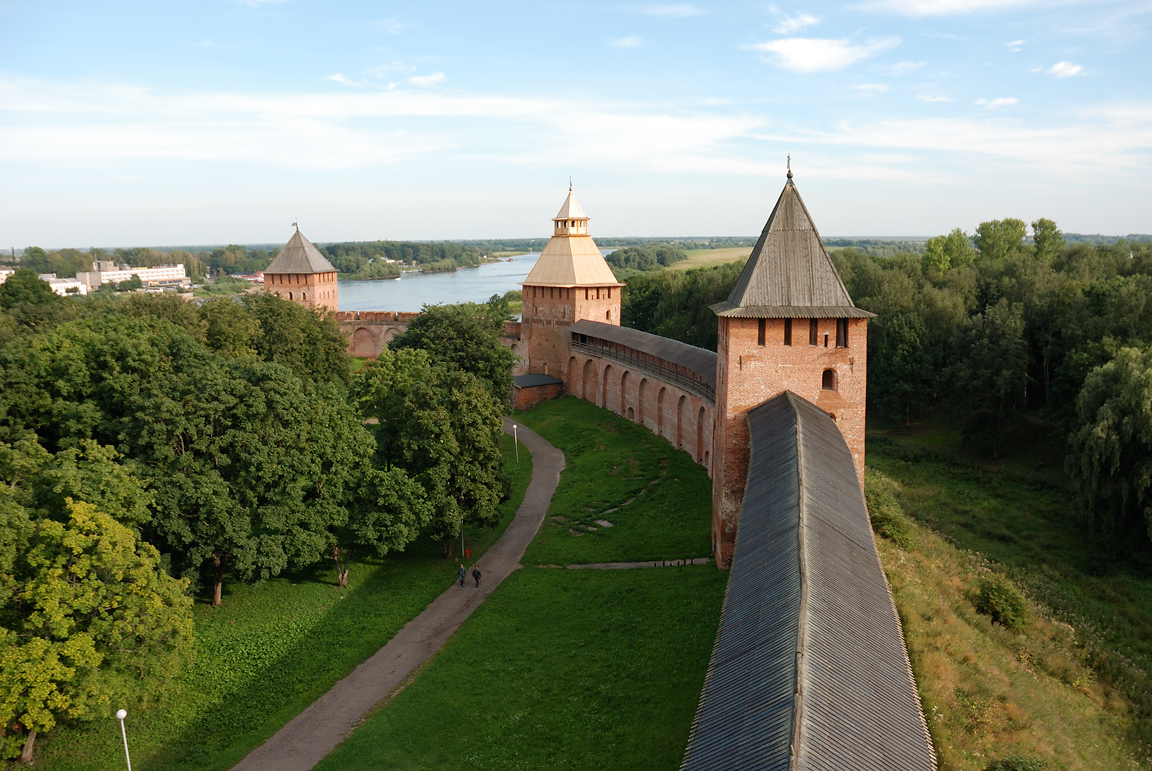
Die Mauern des Nowgoroder Kreml

Das Wetsche, eine auf altslawische Tradition zurückgehende Volksversammlung, war die höchste politische Autorität in der Republik während der Epoche der Zugehörigkeit zur Kiewer Rus. 40 Bojarenfamilien hatten im Wetsche das Sagen. Dieses Regierungsorgan hatte die Kompetenz, Possadniks, Militärführer und ab 1156 sogar Erzbischöfe zu wählen. Diese entstammten meistens dem Bojarenstand. Der Erzbischof war das Oberhaupt der Exekutivgewalt der Regierung und der reichste Feudalherr Nowgorods, der die meisten Ländereien und Einkommensquellen besaß, die ihm vom Kiewer Fürsten übertragen wurden. Der Erzbischof verwaltete die republikanische Staatskasse, leitete die Außenbeziehungen und hatte das Recht, Strafurteile zu fällen. Auch gewöhnliche Kaufleute und Handwerker nahmen am politischen Leben der Nowgoroder Republik teil. Sie bildeten ihre eigenen Verbände, die als Vorläufer politischer Parteien betrachtet werden können.
Ab dem 12. Jahrhundert begannen die Verbandsführer ihre Rechte, die wichtigsten republikanischen Dokumente zu ratifizieren, auszuüben. Herrscher wurden vom Wetsche aus anderen Fürstentümern eingeladen, mit denen ein Vertrag namens Rjad unterzeichnet wurde. Dieser Vertrag schützte die Interessen der Nowgoroder Bojaren. Die politischen Spielräume eines Fürsten, den die Nowgoroder Republik sich verpflichtete, waren begrenzt. Wenn ein Fürst seinen Verpflichtungen nicht nachkam, vertrieben ihn die Bojaren aus der Stadt. So kam es, dass Nowgorod in 102 Jahren 38 Fürsten hatte. Der Fürst wurde in erster Linie als militärischer Führer angesehen, konnte jedoch gegen niemanden Strafverfolgung ausüben. Das Leben in der Stadt wurde von gewählten Possadniks verwaltet, der auch als Vermittler zwischen der Stadtbevölkerung und dem Nowgoroder Fürsten fungierte. Die Residenz des Fürsten wurde aus dem Nowgoroder Kreml (genannt Detinez) in eine Vorstadt namens Gorodistsche verlegt. Angefangen mit Alexander Newski wurden die Nowgoroder Fürsten aus den Reihen der Fürsten von Wladimir-Susdal gewählt.

## Wirtschaft

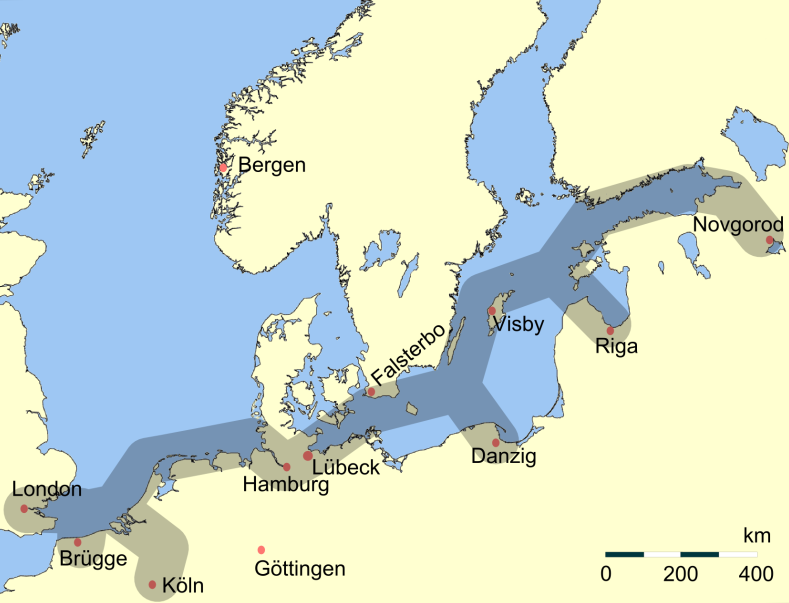
Nowgorod im Hanse-System

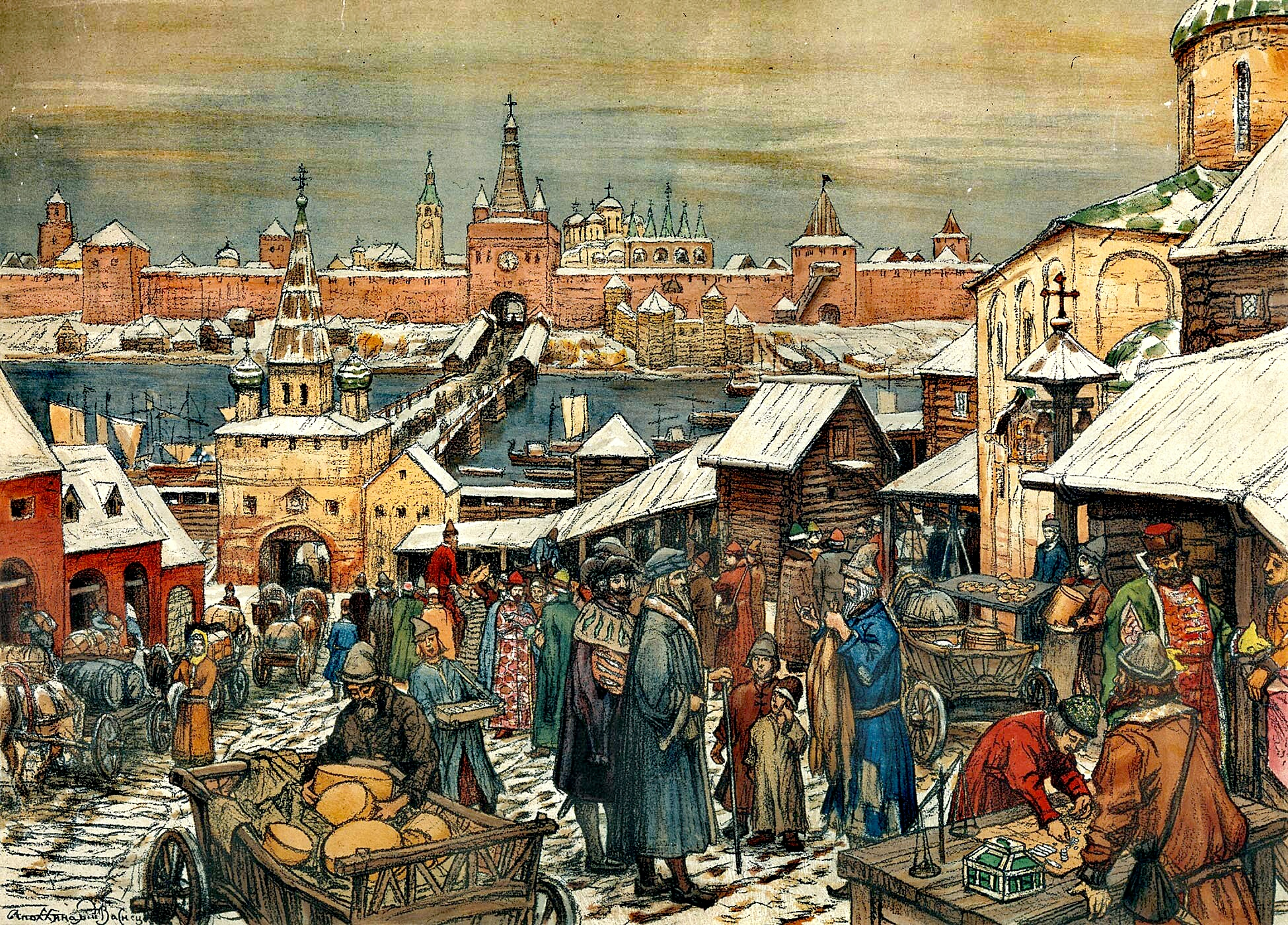
Handelsplatz in Nowgorod. Eine Zeichnung von Apollinari Wasnezow

Die Wirtschaft der Nowgoroder Republik basierte auf Landwirtschaft und Tierzucht (unter anderem Pferdezucht), Jagd, Bienenhaltung und Fischerei. An der Küste des Finnischen Meerbusens wurde Eisen gefördert. Städte wie Staraja Russa und andere Orte waren für ihre Salzgewinnung bekannt. Eine große Rolle, auch bei der Ausbreitung der Nowgoroder Siedler bis in den Ural, spielte aber vor allem die Pelzjagd. Alexander Abakumowitsch stieß mit einer Nowgoroder Truppe 1363 bis an den Ob vor, wo dann die ersten russischen Siedlungen jenseits des Urals entstanden.
Nowgorod verfügte seit der Mitte des 13. Jahrhunderts über ein Hansekontor, den Peterhof, und exportierte Güter wie Pelze, Bienenwachs und Honig in den ganzen Ostseeraum. Eine strategische Bedeutung hatte daher Nowgorods kleiner Streifen der Ostseeküste, den viele andere Staaten, vor allem Schweden, zu erobern suchten, um den Handel Nowgorods zu kontrollieren. Bis ins 15. Jahrhundert blieb Nowgorod ein wichtiger Stützpunkt der Hanse.

## Kultur

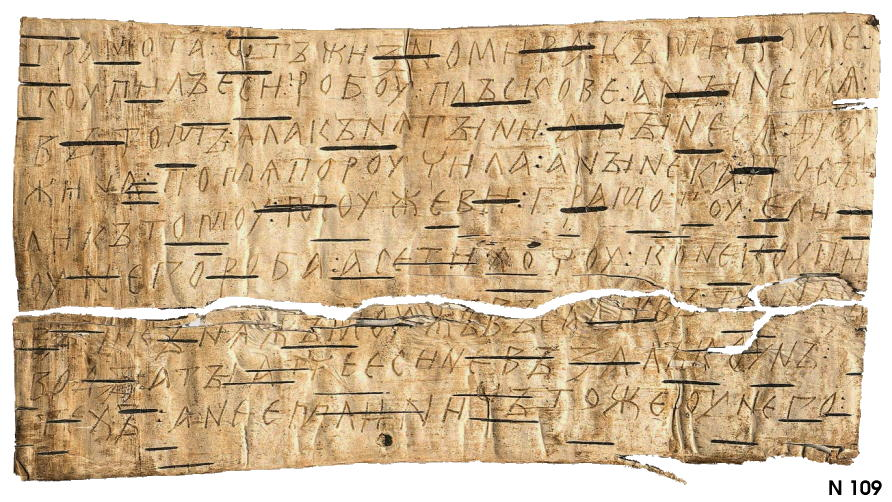
Beispiel einer Nowgoroder Birkenrindeurkunde (Nr. 109)

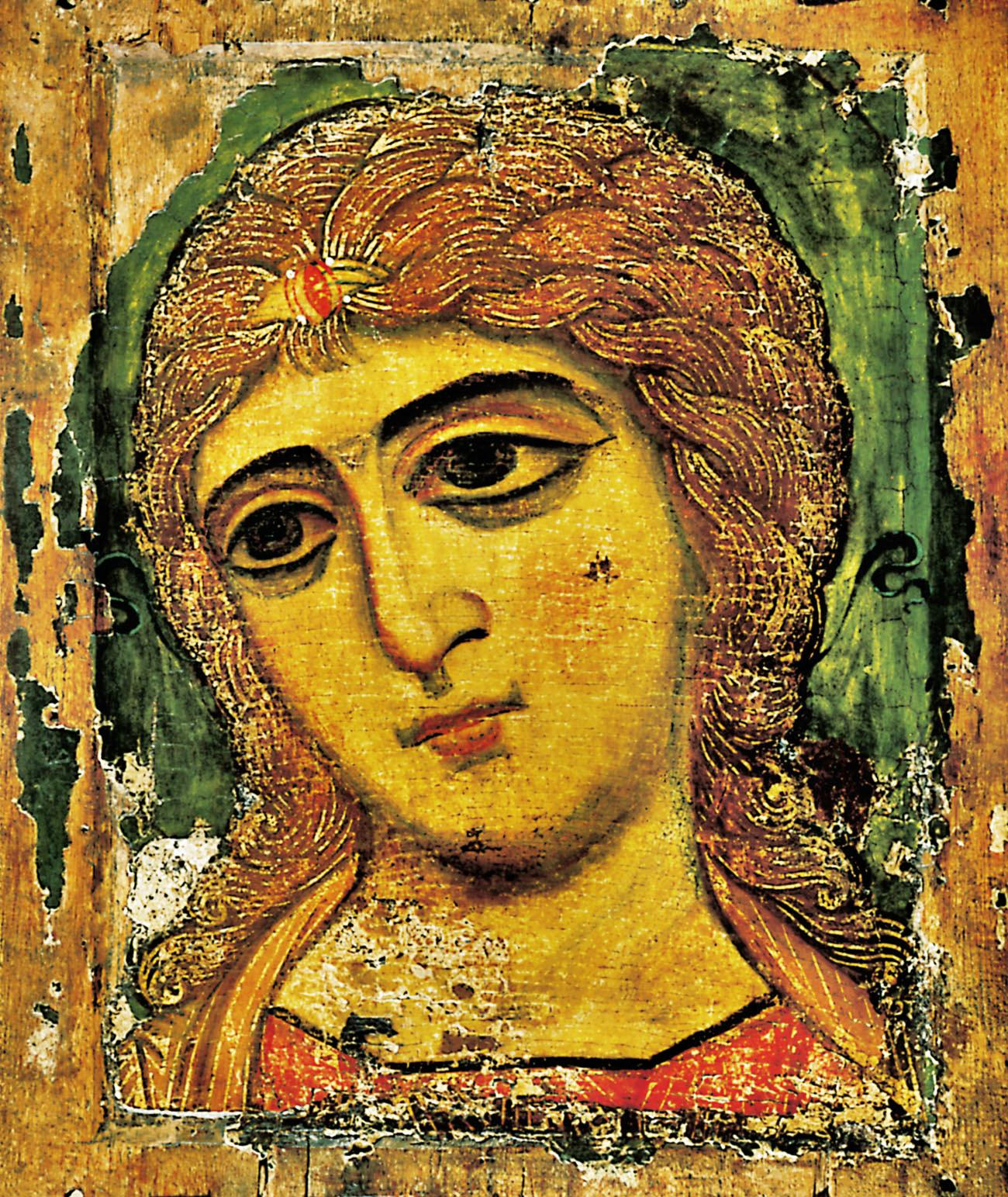
Der Engel mit dem goldenen Haar. Nowgoroder Ikone, zweite Hälfte des 12. Jahrhunderts

Die Nowgoroder Republik gehörte zu den führenden Kulturstaaten Europas. Während in Westeuropa noch viele Monarchen Analphabeten waren, war die Bevölkerung Nowgorods durch die vergleichsweise sehr hohe Alphabetisierung bekannt. Die Bürger Nowgorods kommunizierten u. a. mithilfe von Birkenrindenurkunden (russisch Берестяные грамоты), die heute oft bei archäologischen Ausgrabungen gefunden werden. Es handelt sich dabei meistens um private Briefe, Mitteilungen oder Rechnungen, die Einblicke in das Alltagsleben unterschiedlicher Bevölkerungsschichten bieten.
Die Nowgoroder waren für ihren eigenständigen Stil in der Architektur und Ikonenmalerei bekannt. Vorherrschende Religion war das orthodoxe Christentum. Die Sprache, die die Nowgoroder sprachen, wies Unterschiede zum Russischen im zentralrussischen Fürstentum Wladimir-Susdal auf und wird heute als Altnowgoroder Dialekt bezeichnet.

## Außenbeziehungen
Traditionelle Feinde der Republik waren Schweden und der Deutsche Orden, die teils aus religiösen, teils aus wirtschaftlichen Motiven nach Osten drängten. Eine Reihe von Schwedisch-Nowgorodischen Kriegen wurde um Einflussgebiete in Finnland sowie um den für den Handel wichtigen Zugang Nowgorods zur Ostsee ausgetragen. Die Ritter des Deutschen Ordens versuchten ab dem späten 12. Jahrhundert, die baltische Region unter ihre Kontrolle zu bringen. Insgesamt zog Nowgorod 26 Mal gegen Schweden und 11 Mal gegen den livländischen Schwertbrüderorden in den Krieg.
Unter Ausnutzung der mongolischen Invasion in Russland versuchten die deutschen Ritter zusammen mit den Dänen und den Schweden vor allem in den Jahren 1240–1242 ihre militärischen Operationen auf das Gebiet Nowgorods zu verlagern. Ihre Feldzüge scheiterten jedoch in der Schlacht an der Newa und in der Schlacht auf dem Peipussee. Ein weiterer wichtiger Sieg für die Nowgoroder wurde in der Schlacht bei Wesenberg erzielt. Am 12. August 1323 wurde der Vertrag von Nöteborg zwischen Schweden und Nowgorod unterzeichnet, der zum ersten Mal den Grenzverlauf zwischen dem russischen und dem schwedischen Teil Finnlands regelte.
Aufgrund seiner Lage im äußersten Nordwesten Russlands entging Nowgorod den Schrecken der mongolischen Invasion, obgleich auch Nowgorod dem Khan der Goldenen Horde Tributleistungen entrichten musste, um die Unabhängigkeit zu bewahren. Im 14. Jahrhundert reichten die Feldzüge der Nowgoroder Flussflotte (Uschkuiniki) bis nach Kasan und Astrachan und trugen zum Niedergang der Goldenen Horde bei.

## Niedergang der Republik

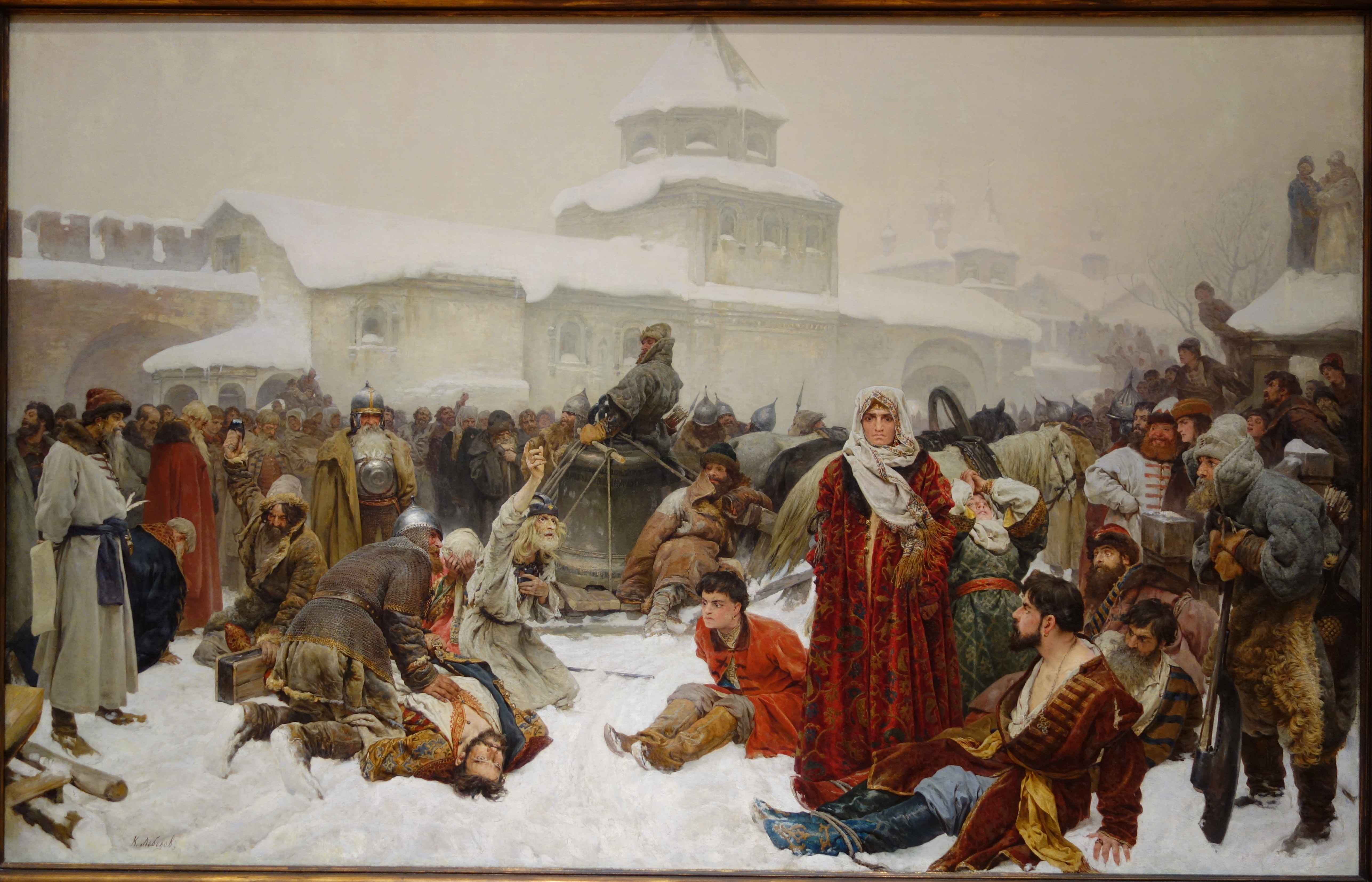
Der Fall Nowgorods. Marfa Borezkaja. Gemälde von Klawdi Lebedew, ca. 1891

Die Fürstentümer Twer, Moskau und Litauen versuchten ab dem 14. Jahrhundert, ihren Einfluss auf Nowgorod zu vergrößern. Formal, aber nicht faktisch unterstand Nowgorod den Großfürsten von Wladimir. Dieser Titel war zwischen den Rurikiden-Linien von Twer und Moskau umkämpft. Nach der Erlangung des Titels entsandte Michail Jaroslawitsch von Twer seine Gouverneure nach Nowgorod ohne vorherige Absprachen mit den Bürgern. Dieses Ereignis bewog Nowgorod zu engeren Beziehungen mit Moskau.
Nachdem Moskau als Sieger aus der scharfen Rivalität mit Twer hervorgegangen war und auch in der Folge der Schlacht von Kulikowo die führende politische Rolle in der nordöstlichen Rus eingenommen hatte, verfolgten seine Großfürsten mehr denn je die Politik der Sammlung der russischen Erde, um die feudale Spaltung des Landes zu beseitigen. Ein einflussreicher Teil der Nowgoroder Bojaren wünschte jedoch statt einer Vereinigung mit anderen russischen Gebieten die Erhaltung der Republik. Dies verursachte Spannungen mit Moskau und führte 1397 zu einem bewaffneten Konflikt, in dessen Zuge Moskau die Gebiete der Republik entlang der Nördlichen Dwina annektierte.
Um dem Druck Moskaus zu widerstehen, suchte Nowgorod eine Allianz mit Litauen. Eine prolitauische Partei, angeführt von der Statthalterin Marfa Borezkaja, beeinflusste das Wetsche zu prolitauischen Schritten. Borezkaja lud den litauischen Fürstensohn nach Nowgorod ein, um sie zu heiraten und der Herrscher über Nowgorod zu werden. Sie schloss auch eine Allianz mit dem polnisch-litauischen Monarchen Kasimir IV. Allerdings sah sich die Oberschicht Nowgorods dadurch mit massenhaften Unruhen der Bevölkerung konfrontiert, da diese die Ausbreitung des Katholizismus befürchtete, den sie strikt ablehnte.
Der Moskauer Großfürst Iwan III. der Große, nominell ohnehin Lehnsherr Nowgorods, erklärte die prolitauischen Nowgoroder Bojaren zu Verrätern Russlands und der Orthodoxie und unternahm seinen ersten Feldzug gegen die Republik. In der Schlacht an der Schelon im Jahr 1471 konnte das 10.000 Mann starke Moskauer Berufsheer ca. 35.000 Nowgoroder besiegen, wobei große Teile der aufgestellten Nowgoroder Landwehr nicht für die Bojaren kämpfen wollten. Die Schlacht legte die Grundlage für die konsequente Beseitigung der Nowgoroder Unabhängigkeit. 1478 entsandte Großfürst Iwan III. eine Armee zur Belagerung Nowgorods und annektierte schließlich die ganze Republik zugunsten eines zentralisierten russischen Staates. Die Wetsche-Glocke wurde symbolisch weggebracht, das widerspenstige Nowgoroder Patriziat wurde zur Umsiedlung nach Moskau gezwungen.